# 广州地铁INNOVIA APM 100列车
广州地铁INNOVIA APM 100列车是广州地铁的电动列车车款之一，目前在珠江新城旅客自动输送系统营运。

## 简介

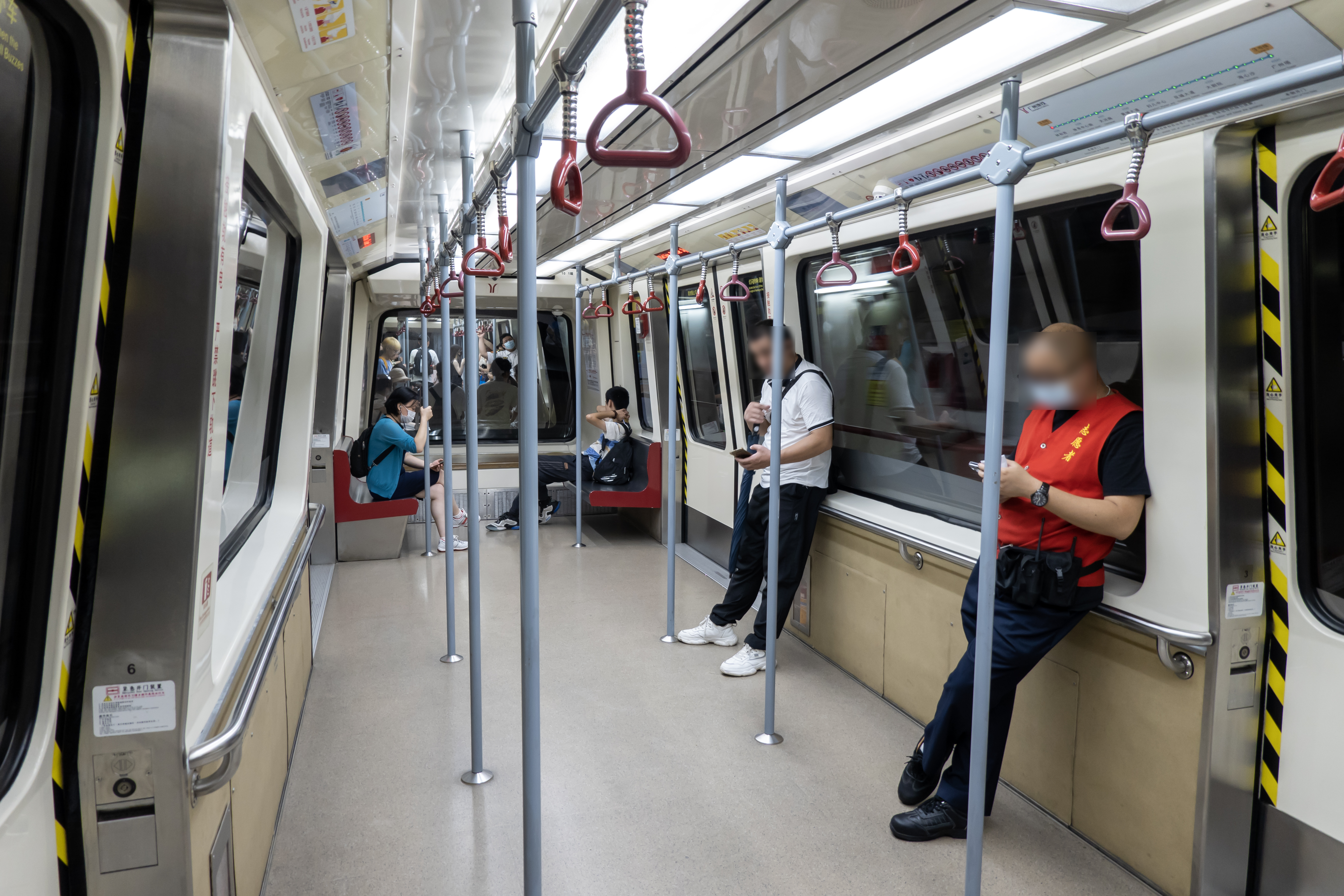
列车内部

INNOVIA APM 100列车共14辆，共7组，由庞巴迪运输负责生产，在2010年开始使用，目前在珠江新城旅客自动输送系统营运。列车客室车门为外置滑轨门，为胶轮列车，并且是以无人驾驶方式行駛。列车配属于赤岗塔停车场。